# Tour des Flandres 2004
La 88e édition du Tour des Flandres a eu lieu le 4 avril 2004 et a été remportée par l'Allemand Steffen Wesemann.
La course disputée sur un parcours de 257 kilomètres est l'une des manches de la Coupe du monde de cyclisme sur route 2004.

## Présentation

### Équipes
Le Tour des Flandres figure au calendrier de la Coupe du monde de cyclisme sur route 2004.
On retrouve un total de 25 équipes au départ, 23 faisant partie des GSI, la première division mondiale, et les trois dernières des GSII, la seconde division mondiale.
| Groupes sportifs I (23)- Lotto-Domo - Chocolade Jacques-Wincor Nixdorf - Landbouwkrediet-Colnago - Mr Bookmaker.com-Palmans - Quick Step-Davitamon - CSC - Euskaltel-Euskadi - Liberty Seguros - Relax-Bodysol - AG2R Prévoyance - Cofidis-Le Crédit par Téléphone - Fdjeux.com - Gerolsteiner - T-Mobile - Alessio-Bianchi - Fassa Bortolo - Lampre - Saeco - Rabobank - US Postal Service-Berry Floor - Illes Balears-Banesto - Crédit agricole - Phonak Hearing Systems Groupes sportifs II (2)- Vlaanderen-T-Interim - Domina Vacanze |
| |

## Classements

### Classement de la course
| \| Classement général \| Classement général \| Classement général \| Classement général \| Classement général \| \| Coureur \| Coureur \| Pays \| Équipe \| Temps \| \| ------------------ \| ------------------- \| ------------------ \| -------------------------------- \| ------------------ \| \| 1er \| Steffen Wesemann \| Allemagne \| T-Mobile \| 6 h 39 min 00 s \| \| 2e \| Leif Hoste \| Belgique \| Lotto-Domo \| + 0 s \| \| 3e \| Dave Bruylandts \| Belgique \| Chocolade Jacques-Wincor Nixdorf \| + 0 s \| \| 4e \| Léon van Bon \| Pays-Bas \| Lotto-Domo \| + 28 s \| \| 5e \| Erik Dekker \| Pays-Bas \| Rabobank \| + 28 s \| \| 6e \| Andreas Klier \| Allemagne \| T-Mobile \| + 28 s \| \| 7e \| Rolf Aldag \| Allemagne \| T-Mobile \| + 1 min 09 s \| \| 8e \| Frank Høj \| Danemark \| CSC \| + 1 min 16 s \| \| 9e \| Paolo Bettini \| Italie \| Quick Step-Davitamon \| + 1 min 16 s \| \| 10e \| George Hincapie \| États-Unis \| US Postal Service-Berry Floor \| + 1 min 16 s \| \| 11e \| Thierry Marichal \| Belgique \| Lotto-Domo \| + 1 min 16 s \| \| 12e \| Juan Antonio Flecha \| Espagne \| Fassa Bortolo \| + 1 min 17 s \| \| 13e \| Laurent Brochard \| France \| AG2R Prévoyance \| + 1 min 30 s \| \| 14e \| Jörg Ludewig \| Allemagne \| Saeco \| + 1 min 38 s \| \| 15e \| Johan Museeuw \| Belgique \| Quick Step-Davitamon \| + 1 min 38 s \| \| 16e \| Peter Van Petegem \| Belgique \| Lotto-Domo \| + 1 min 38 s \| \| 17e \| Sergueï Ivanov \| Russie \| T-Mobile \| + 1 min 38 s \| \| 18e \| Xavier Florencio \| Espagne \| Relax-Bodysol \| + 1 min 38 s \| \| 19e \| Roberto Petito \| Italie \| Fassa Bortolo \| + 1 min 38 s \| \| 20e \| Michael Boogerd \| Pays-Bas \| Rabobank \| + 1 min 38 s \| |                     |            |                                  |                 |
| |                     |            |                                  |                 |
| |                     |            |                                  |                 |
| Classement général |                     |            |                                  |                 |
| Coureur | Coureur             | Pays       | Équipe                           | Temps           |
| 1er | Steffen Wesemann    | Allemagne  | T-Mobile                         | 6 h 39 min 00 s |
| 2e | Leif Hoste          | Belgique   | Lotto-Domo                       | + 0 s           |
| 3e | Dave Bruylandts     | Belgique   | Chocolade Jacques-Wincor Nixdorf | + 0 s           |
| 4e | Léon van Bon        | Pays-Bas   | Lotto-Domo                       | + 28 s          |
| 5e | Erik Dekker         | Pays-Bas   | Rabobank                         | + 28 s          |
| 6e | Andreas Klier       | Allemagne  | T-Mobile                         | + 28 s          |
| 7e | Rolf Aldag          | Allemagne  | T-Mobile                         | + 1 min 09 s    |
| 8e | Frank Høj           | Danemark   | CSC                              | + 1 min 16 s    |
| 9e | Paolo Bettini       | Italie     | Quick Step-Davitamon             | + 1 min 16 s    |
| 10e | George Hincapie     | États-Unis | US Postal Service-Berry Floor    | + 1 min 16 s    |
| 11e | Thierry Marichal    | Belgique   | Lotto-Domo                       | + 1 min 16 s    |
| 12e | Juan Antonio Flecha | Espagne    | Fassa Bortolo                    | + 1 min 17 s    |
| 13e | Laurent Brochard    | France     | AG2R Prévoyance                  | + 1 min 30 s    |
| 14e | Jörg Ludewig        | Allemagne  | Saeco                            | + 1 min 38 s    |
| 15e | Johan Museeuw       | Belgique   | Quick Step-Davitamon             | + 1 min 38 s    |
| 16e | Peter Van Petegem   | Belgique   | Lotto-Domo                       | + 1 min 38 s    |
| 17e | Sergueï Ivanov      | Russie     | T-Mobile                         | + 1 min 38 s    |
| 18e | Xavier Florencio    | Espagne    | Relax-Bodysol                    | + 1 min 38 s    |
| 19e | Roberto Petito      | Italie     | Fassa Bortolo                    | + 1 min 38 s    |
| 20e | Michael Boogerd     | Pays-Bas   | Rabobank                         | + 1 min 38 s    |

### Classement UCI
La course attribue des points à la Coupe du monde de cyclisme sur route 2004 selon le barème suivant :
| Position           | 1er | 2e | 3e | 4e | 5e | 6e | 7e | 8e | 9e | 10e | 11e | 12e | 13e | 14e | 15e | 16e | 17e | 18e | 19e | 20e | 21e | 22e | 23e | 24e | 25e |
| Classement général | 100 | 70 | 50 | 40 | 36 | 32 | 28 | 24 | 20 | 16  | 15  | 14  | 13  | 12  | 11  | 10  | 9   | 8   | 7   | 6   | 5   | 4   | 3   | 2   | 1   |

Après cette deuxième épreuve le classement est le suivant :
| # | Coureur             | Équipe                           | Points | Précédent | Evolution     |
| - | ------------------- | -------------------------------- | ------ | --------- | ------------- |
| 1 | Oscar Freire        | Rabobank                         | 103    | 1         | en stagnation |
| 2 | Steffen Wesemann    | T-Mobile                         | 100    | Entrée    | Entrée        |
| 3 | Leif Hoste          | Lotto-Domo                       | 70     | Entrée    | Entrée        |
| 3 | Erik Zabel          | T-Mobile                         | 70     | 2         | -2            |
| 5 | Erik Dekker         | Rabobank                         | 51     | 11        | +6            |
| 6 | Dave Bruylandts     | Chocolade Jacques-Wincor Nixdorf | 50     | Entrée    | Entrée        |
| 6 | Stuart O'Grady      | Cofidis                          | 50     | 3         | -4            |
| 8 | Paolo Bettini       | Quick Step-Davitamon             | 44     | 8         | en stagnation |
| 9 | Leon Van Bon        | Lotto-Domo                       | 40     | Entrée    | Entrée        |
| 9 | Alessandro Petacchi | Fassa Bortolo                    | 40     | 4         | -6            |

| #  | Équipe               | Points | Précédent | Evolution     |
| -- | -------------------- | ------ | --------- | ------------- |
| 1  | T-Mobile             | 20     | 3         | +2            |
| 2  | Fassa Bortolo        | 15     | 2         | en stagnation |
| 3  | Rabobank             | 13     | 6         | +3            |
| 4  | Cofidis              | 12     | 1         | -3            |
| 5  | US Postal Service    | 11     | 5         | en stagnation |
| 6  | Lotto-Domo           | 9      | Entrée    | Entrée        |
| 7  | Quick Step-Davitamon | 7      | Entrée    | Entrée        |
| 7  | Euskaltel-Euskadi    | 7      | 4         | -4            |
| 9  | Saeco                | 4      | Entrée    | Entrée        |
| 10 | Gerolsteiner         | 4      | 7         | -3            |

## Liste des participants
| Lotto-Domo ___ | Lotto-Domo ___          | Lotto-Domo ___ |
| -------------- | ----------------------- | -------------- |
| Num            | Coureur                 | Pos            |
| 1              | Peter Van Petegem (BEL) | 16e            |
| 2              | Wim Vansevenant (BEL)   | 119e           |
| 3              | Aart Vierhouten (NED)   | 36e            |
| 4              | Niko Eeckhout (BEL)     | AB             |
| 5              | Leif Hoste (BEL)        | 2e             |
| 6              | Léon van Bon (NED)      | 4e             |
| 7              | Thierry Marichal (BEL)  | 11e            |
| 8              | Serge Baguet (BEL)      | 88e            |

| Chocolade Jacques-Wincor Nixdorf CHO | Chocolade Jacques-Wincor Nixdorf CHO | Chocolade Jacques-Wincor Nixdorf CHO |
| ------------------------------------ | ------------------------------------ | ------------------------------------ |
| Num                                  | Coureur                              | Pos                                  |
| 11                                   | Jans Koerts (NED)                    | AB                                   |
| 12                                   | Dave Bruylandts (BEL)                | 3e                                   |
| 13                                   | Bert Hiemstra (NED)                  | 56e                                  |
| 14                                   | Gerben Löwik (NED)                   | AB                                   |
| 15                                   | Chris Peers (BEL)                    | 42e                                  |
| 16                                   | Geert Verheyen (BEL)                 | 52e                                  |
| 17                                   | Jan van Velzen (NED)                 | 99e                                  |
| 18                                   | Bart Voskamp (NED)                   | 86e                                  |

| Landbouwkrediet-Colnago LAN | Landbouwkrediet-Colnago LAN | Landbouwkrediet-Colnago LAN |
| --------------------------- | --------------------------- | --------------------------- |
| Num                         | Coureur                     | Pos                         |
| 21                          | Jacky Durand (FRA)          | AB                          |
| 22                          | Ludo Dierckxsens (BEL)      | 27e                         |
| 23                          | Ludovic Capelle (BEL)       | AB                          |
| 24                          | Geert Van Bondt (BEL)       | 90e                         |
| 25                          | Lorenzo Bernucci (ITA)      | 81e                         |
| 26                          | Marc Streel (BEL)           | AB                          |
| 27                          | Johan Verstrepen (BEL)      | 117e                        |
| 28                          | Bert De Waele (BEL)         | 91e                         |

| Mr Bookmaker.com-Palmans PAL | Mr Bookmaker.com-Palmans PAL | Mr Bookmaker.com-Palmans PAL |
| ---------------------------- | ---------------------------- | ---------------------------- |
| Num                          | Coureur                      | Pos                          |
| 31                           | Andy De Smet (BEL)           | AB                           |
| 32                           | Roger Hammond (GBR)          | 30e                          |
| 33                           | Johan Coenen (BEL)           | 71e                          |
| 34                           | Geert Omloop (BEL)           | 98e                          |
| 35                           | Jo Planckaert (BEL)          | 78e                          |
| 36                           | Erwin Thijs (BEL)            | 67e                          |
| 37                           | Peter Wuyts (BEL)            | 79e                          |
| 38                           | Michel Vanhaecke (BEL)       | 48e                          |

| Quick Step-Davitamon QSD | Quick Step-Davitamon QSD | Quick Step-Davitamon QSD |
| ------------------------ | ------------------------ | ------------------------ |
| Num                      | Coureur                  | Pos                      |
| 41                       | Paolo Bettini (ITA)      | 9e                       |
| 42                       | Tom Boonen (BEL)         | 25e                      |
| 43                       | Wilfried Cretskens (BEL) | 74e                      |
| 44                       | Kevin Hulsmans (BEL)     | 110e                     |
| 45                       | Servais Knaven (NED)     | 51e                      |
| 46                       | Johan Museeuw (BEL)      | 15e                      |
| 47                       | Luca Paolini (ITA)       | 26e                      |
| 48                       | Stefano Zanini (ITA)     | 49e                      |

| Vlaanderen-T-Interim ___ | Vlaanderen-T-Interim ___    | Vlaanderen-T-Interim ___ |
| ------------------------ | --------------------------- | ------------------------ |
| Num                      | Coureur                     | Pos                      |
| 51                       | Steven Caethoven (BEL)      | AB                       |
| 52                       | Geoffrey Demeyere (BEL)     | AB                       |
| 53                       | Jan Kuyckx (BEL)            | 63e                      |
| 54                       | Jehudi Schoonacker (BEL)    | AB                       |
| 55                       | Wim Van Huffel (BEL)        | 70e                      |
| 56                       | Wesley Van Speybroeck (BEL) | AB                       |
| 57                       | Frederik Willems (BEL)      | AB                       |
| 58                       | Bart de Spiegelaere (BEL)   | AB                       |

| CSC | CSC                        | CSC  |
| --- | -------------------------- | ---- |
| Num | Coureur                    | Pos  |
| 61  | Jimmi Madsen (DEN)         | 106e |
| 62  | Frank Høj (DEN)            | 8e   |
| 63  | Kurt Asle Arvesen (NOR)    | 54e  |
| 64  | Lars Michaelsen (DEN)      | 62e  |
| 65  | Michele Bartoli (ITA)      | 57e  |
| 66  | Thomas Bruun Eriksen (DEN) | 122e |
| 67  | Tristan Hoffman (NED)      | 40e  |
| 68  | Maximilian Sciandri (GBR)  | 84e  |

| Euskaltel-Euskadi EUS | Euskaltel-Euskadi EUS | Euskaltel-Euskadi EUS |
| --------------------- | --------------------- | --------------------- |
| Num                   | Coureur               | Pos                   |
| 71                    | Mikel Artetxe (ESP)   | 97e                   |
| 72                    | Koldo Fernández (ESP) | AB                    |
| 73                    | Markel Irizar (ESP)   | AB                    |
| 74                    | Íñigo Landaluze (ESP) | AB                    |
| 75                    | Egoi Martínez (ESP)   | AB                    |
| 76                    | Aketza Peña (ESP)     | AB                    |
| 77                    | Aitor Silloniz (ESP)  | AB                    |
| 78                    | Josu Silloniz (ESP)   | 101e                  |

| Liberty Seguros LSW | Liberty Seguros LSW            | Liberty Seguros LSW |
| ------------------- | ------------------------------ | ------------------- |
| Num                 | Coureur                        | Pos                 |
| 81                  | René Andrle (CZE)              | AB                  |
| 82                  | Dariusz Baranowski (POL)       | AB                  |
| 83                  | Carlos Barredo (ESP)           | AB                  |
| 84                  | Allan Davis (AUS)              | AB                  |
| 85                  | Rafael Díaz Justo (ESP)        | AB                  |
| 86                  | Javier Ramírez Abeja (ESP)     | AB                  |
| 87                  | Luis León Sánchez (ESP)        | AB                  |
| 88                  | Jesús Hernández Blázquez (ESP) | AB                  |

| Relax-Bodysol ___ | Relax-Bodysol ___         | Relax-Bodysol ___ |
| ----------------- | ------------------------- | ----------------- |
| Num               | Coureur                   | Pos               |
| 91                | Bart Dockx (BEL)          | AB                |
| 92                | Xavier Florencio (ESP)    | 18e               |
| 93                | Nico Mattan (BEL)         | 39e               |
| 94                | Bert Roesems (BEL)        | 68e               |
| 95                | Wim De Vocht (BEL)        | 92e               |
| 96                | James Vanlandschoot (BEL) | AB                |
| 97                | Johan Vansummeren (BEL)   | 120e              |
| 98                | Preben Van Hecke (BEL)    | AB                |

| AG2R Prévoyance A2R | AG2R Prévoyance A2R      | AG2R Prévoyance A2R |
| ------------------- | ------------------------ | ------------------- |
| Num                 | Coureur                  | Pos                 |
| 101                 | Laurent Brochard (FRA)   | 13e                 |
| 102                 | Jaan Kirsipuu (EST)      | 22e                 |
| 103                 | Andy Flickinger (FRA)    | 96e                 |
| 104                 | Stéphane Bergès (FRA)    | AB                  |
| 105                 | Yuriy Krivtsov (UKR)     | 109e                |
| 106                 | Jean-Patrick Nazon (FRA) | AB                  |
| 107                 | Erki Pütsep (EST)        | 124e                |
| 108                 | Mark Scanlon (IRL)       | AB                  |

| Cofidis-Le Crédit par Téléphone COF | Cofidis-Le Crédit par Téléphone COF | Cofidis-Le Crédit par Téléphone COF |
| ----------------------------------- | ----------------------------------- | ----------------------------------- |
| Num                                 | Coureur                             | Pos                                 |
| 111                                 | Igor Astarloa (ESP)                 | 35e                                 |
| 112                                 | Jimmy Casper (FRA)                  | AB                                  |
| 113                                 | Jimmy Engoulvent (FRA)              | 95e                                 |
| 114                                 | Peter Farazijn (BEL)                | AB                                  |
| 115                                 | Stuart O'Grady (AUS)                | 123e                                |
| 116                                 | Staf Scheirlinckx (BEL)             | 34e                                 |
| 118                                 | Matthew White (AUS)                 | AB                                  |

| Fdjeux.com FDJ | Fdjeux.com FDJ          | Fdjeux.com FDJ |
| -------------- | ----------------------- | -------------- |
| Num            | Coureur                 | Pos            |
| 121            | Baden Cooke (AUS)       | AB             |
| 122            | Bradley McGee (AUS)     | AB             |
| 123            | Bernhard Eisel (AUT)    | 103e           |
| 124            | Frédéric Guesdon (FRA)  | 69e            |
| 125            | Christophe Mengin (FRA) | 75e            |
| 126            | Francis Mourey (FRA)    | AB             |
| 127            | Fabien Sanchez (FRA)    | AB             |
| 128            | Matthew Wilson (AUS)    | AB             |

| Gerolsteiner GST | Gerolsteiner GST       | Gerolsteiner GST |
| ---------------- | ---------------------- | ---------------- |
| Num              | Coureur                | Pos              |
| 131              | Robert Förster (GER)   | AB               |
| 132              | Danilo Hondo (GER)     | 24e              |
| 133              | Sebastian Lang (GER)   | AB               |
| 134              | Olaf Pollack (GER)     | AB               |
| 135              | Michael Rich (GER)     | AB               |
| 136              | Marco Serpellini (ITA) | 125e             |
| 137              | Peter Wrolich (AUT)    | 102e             |
| 138              | Markus Zberg (SUI)     | AB               |

| T-Mobile TMO | T-Mobile TMO           | T-Mobile TMO |
| ------------ | ---------------------- | ------------ |
| Num          | Coureur                | Pos          |
| 141          | Mario Aerts (BEL)      | 72e          |
| 142          | Rolf Aldag (GER)       | 7e           |
| 143          | Sergueï Ivanov (RUS)   | 17e          |
| 144          | Andreas Klier (GER)    | 6e           |
| 145          | Stephan Schreck (GER)  | 43e          |
| 146          | Daniele Nardello (ITA) | 47e          |
| 147          | Jan Schaffrath (GER)   | 45e          |
| 148          | Steffen Wesemann (GER) | 1er          |

| Alessio-Bianchi ALB | Alessio-Bianchi ALB     | Alessio-Bianchi ALB |
| ------------------- | ----------------------- | ------------------- |
| Num                 | Coureur                 | Pos                 |
| 151                 | Magnus Bäckstedt (SWE)  | 66e                 |
| 152                 | Fabio Baldato (ITA)     | 60e                 |
| 153                 | Marcus Ljungqvist (SWE) | AB                  |
| 154                 | Cristian Moreni (ITA)   | 32e                 |
| 155                 | Martin Hvastija (SLO)   | 113e                |
| 157                 | Scott Sunderland (AUS)  | 76e                 |

| Fassa Bortolo FAS | Fassa Bortolo FAS         | Fassa Bortolo FAS |
| ----------------- | ------------------------- | ----------------- |
| Num               | Coureur                   | Pos               |
| 161               | Fabian Cancellara (SUI)   | 41e               |
| 162               | Juan Antonio Flecha (ESP) | 12e               |
| 163               | Kim Kirchen (LUX)         | 87e               |
| 164               | Alberto Ongarato (ITA)    | 93e               |
| 165               | Roberto Petito (ITA)      | 19e               |
| 166               | Filippo Pozzato (ITA)     | 108e              |
| 167               | Fabio Sacchi (ITA)        | 55e               |
| 168               | Frank Vandenbroucke (BEL) | 44e               |

| Lampre LAM | Lampre LAM                  | Lampre LAM |
| ---------- | --------------------------- | ---------- |
| Num        | Coureur                     | Pos        |
| 171        | Gianluca Bortolami (ITA)    | 64e        |
| 172        | Paolo Bossoni (ITA)         | 114e       |
| 173        | Matteo Carrara (ITA)        | AB         |
| 174        | Alessandro Cortinovis (ITA) | 115e       |
| 175        | Luciano Pagliarini (BRA)    | AB         |
| 176        | Alessandro Ballan (ITA)     | 82e        |
| 177        | Romāns Vainšteins (LAT)     | 31e        |
| 178        | Andrej Hauptman (SLO)       | AB         |

| Saeco SAE | Saeco SAE                | Saeco SAE |
| --------- | ------------------------ | --------- |
| Num       | Coureur                  | Pos       |
| 181       | Gabriele Balducci (ITA)  | 112e      |
| 182       | Giosuè Bonomi (ITA)      | AB        |
| 183       | Mirko Celestino (ITA)    | 28e       |
| 184       | Stefano Casagranda (ITA) | 111e      |
| 185       | Salvatore Commesso (ITA) | 53e       |
| 186       | Paolo Fornaciari (ITA)   | 77e       |
| 187       | Jörg Ludewig (GER)       | 14e       |
| 188       | Dario Pieri (ITA)        | AB        |

| Domina Vacanze DVE | Domina Vacanze DVE        | Domina Vacanze DVE |
| ------------------ | ------------------------- | ------------------ |
| Num                | Coureur                   | Pos                |
| 191                | Alexandr Kolobnev (RUS)   | 94e                |
| 192                | Massimiliano Mori (ITA)   | 61e                |
| 193                | David Clinger (USA)       | 105e               |
| 194                | Gabriele Colombo (ITA)    | AB                 |
| 195                | Andris Naudužs (LAT)      | 107e               |
| 196                | Gian Matteo Fagnini (ITA) | AB                 |
| 197                | Aleksandr Bajenov (RUS)   | 73e                |
| 198                | Massimo Giunti (ITA)      | AB                 |

| Rabobank RAB | Rabobank RAB             | Rabobank RAB |
| ------------ | ------------------------ | ------------ |
| Num          | Coureur                  | Pos          |
| 201          | Óscar Freire (ESP)       | 23e          |
| 202          | Michael Boogerd (NED)    | 20e          |
| 203          | Erik Dekker (NED)        | 5e           |
| 204          | Steven de Jongh (NED)    | 46e          |
| 205          | Maarten den Bakker (NED) | 65e          |
| 206          | Karsten Kroon (NED)      | 89e          |
| 207          | Roy Sentjens (NED)       | 100e         |
| 208          | Marc Wauters (BEL)       | 50e          |

| Phonak Hearing Systems PHO | Phonak Hearing Systems PHO | Phonak Hearing Systems PHO |
| -------------------------- | -------------------------- | -------------------------- |
| Num                        | Coureur                    | Pos                        |
| 211                        | Michael Albasini (SUI)     | AB                         |
| 212                        | Oscar Camenzind (SUI)      | 83e                        |
| 213                        | Martin Elmiger (SUI)       | 29e                        |
| 214                        | Bert Grabsch (GER)         | 37e                        |
| 215                        | Uroš Murn (SLO)            | 59e                        |
| 216                        | Grégory Rast (SUI)         | 85e                        |
| 217                        | Nicolas Jalabert (FRA)     | 33e                        |
| 218                        | Aliaksandr Usau (BLR)      | AB                         |

| US Postal Service-Berry Floor USP | US Postal Service-Berry Floor USP | US Postal Service-Berry Floor USP |
| --------------------------------- | --------------------------------- | --------------------------------- |
| Num                               | Coureur                           | Pos                               |
| 221                               | Antonio Cruz (USA)                | 118e                              |
| 222                               | Stijn Devolder (BEL)              | 21e                               |
| 223                               | Viatcheslav Ekimov (RUS)          | AB                                |
| 224                               | Ryder Hesjedal (CAN)              | AB                                |
| 225                               | George Hincapie (USA)             | 10e                               |
| 226                               | Benoît Joachim (LUX)              | 58e                               |
| 227                               | Pavel Padrnos (CZE)               | AB                                |
| 228                               | Max van Heeswijk (NED)            | 80e                               |

| Illes Balears-Banesto IBB | Illes Balears-Banesto IBB | Illes Balears-Banesto IBB |
| ------------------------- | ------------------------- | ------------------------- |
| Num                       | Coureur                   | Pos                       |
| 231                       | Daniel Becke (GER)        | AB                        |
| 232                       | Antonio Colom (ESP)       | AB                        |
| 233                       | Isaac Gálvez (ESP)        | AB                        |
| 235                       | Pablo Lastras (ESP)       | 121e                      |
| 236                       | José Antonio Lopez (ESP)  | AB                        |
| 237                       | Steffen Radochla (GER)    | AB                        |

| Crédit Agricole C.A | Crédit Agricole C.A     | Crédit Agricole C.A |
| ------------------- | ----------------------- | ------------------- |
| Num                 | Coureur                 | Pos                 |
| 241                 | Stéphane Augé (FRA)     | AB                  |
| 242                 | Julian Dean (NZL)       | AB                  |
| 243                 | Sébastien Hinault (FRA) | 116e                |
| 244                 | Thor Hushovd (NOR)      | 38e                 |
| 245                 | Lilian Jégou (FRA)      | AB                  |
| 246                 | Mads Kaggestad (NOR)    | AB                  |
| 247                 | Cédric Hervé (FRA)      | 104e                |
| 248                 | Bradley Wiggins (GBR)   | AB                  |

| Lotto-Domo ___ | Lotto-Domo ___          | Lotto-Domo ___ |
| -------------- | ----------------------- | -------------- |
| Num            | Coureur                 | Pos            |
| 1              | Peter Van Petegem (BEL) | 16e            |
| 2              | Wim Vansevenant (BEL)   | 119e           |
| 3              | Aart Vierhouten (NED)   | 36e            |
| 4              | Niko Eeckhout (BEL)     | AB             |
| 5              | Leif Hoste (BEL)        | 2e             |
| 6              | Léon van Bon (NED)      | 4e             |
| 7              | Thierry Marichal (BEL)  | 11e            |
| 8              | Serge Baguet (BEL)      | 88e            |

| Chocolade Jacques-Wincor Nixdorf CHO | Chocolade Jacques-Wincor Nixdorf CHO | Chocolade Jacques-Wincor Nixdorf CHO |
| ------------------------------------ | ------------------------------------ | ------------------------------------ |
| Num                                  | Coureur                              | Pos                                  |
| 11                                   | Jans Koerts (NED)                    | AB                                   |
| 12                                   | Dave Bruylandts (BEL)                | 3e                                   |
| 13                                   | Bert Hiemstra (NED)                  | 56e                                  |
| 14                                   | Gerben Löwik (NED)                   | AB                                   |
| 15                                   | Chris Peers (BEL)                    | 42e                                  |
| 16                                   | Geert Verheyen (BEL)                 | 52e                                  |
| 17                                   | Jan van Velzen (NED)                 | 99e                                  |
| 18                                   | Bart Voskamp (NED)                   | 86e                                  |

| Landbouwkrediet-Colnago LAN | Landbouwkrediet-Colnago LAN | Landbouwkrediet-Colnago LAN |
| --------------------------- | --------------------------- | --------------------------- |
| Num                         | Coureur                     | Pos                         |
| 21                          | Jacky Durand (FRA)          | AB                          |
| 22                          | Ludo Dierckxsens (BEL)      | 27e                         |
| 23                          | Ludovic Capelle (BEL)       | AB                          |
| 24                          | Geert Van Bondt (BEL)       | 90e                         |
| 25                          | Lorenzo Bernucci (ITA)      | 81e                         |
| 26                          | Marc Streel (BEL)           | AB                          |
| 27                          | Johan Verstrepen (BEL)      | 117e                        |
| 28                          | Bert De Waele (BEL)         | 91e                         |

| Mr Bookmaker.com-Palmans PAL | Mr Bookmaker.com-Palmans PAL | Mr Bookmaker.com-Palmans PAL |
| ---------------------------- | ---------------------------- | ---------------------------- |
| Num                          | Coureur                      | Pos                          |
| 31                           | Andy De Smet (BEL)           | AB                           |
| 32                           | Roger Hammond (GBR)          | 30e                          |
| 33                           | Johan Coenen (BEL)           | 71e                          |
| 34                           | Geert Omloop (BEL)           | 98e                          |
| 35                           | Jo Planckaert (BEL)          | 78e                          |
| 36                           | Erwin Thijs (BEL)            | 67e                          |
| 37                           | Peter Wuyts (BEL)            | 79e                          |
| 38                           | Michel Vanhaecke (BEL)       | 48e                          |

| Quick Step-Davitamon QSD | Quick Step-Davitamon QSD | Quick Step-Davitamon QSD |
| ------------------------ | ------------------------ | ------------------------ |
| Num                      | Coureur                  | Pos                      |
| 41                       | Paolo Bettini (ITA)      | 9e                       |
| 42                       | Tom Boonen (BEL)         | 25e                      |
| 43                       | Wilfried Cretskens (BEL) | 74e                      |
| 44                       | Kevin Hulsmans (BEL)     | 110e                     |
| 45                       | Servais Knaven (NED)     | 51e                      |
| 46                       | Johan Museeuw (BEL)      | 15e                      |
| 47                       | Luca Paolini (ITA)       | 26e                      |
| 48                       | Stefano Zanini (ITA)     | 49e                      |

| Vlaanderen-T-Interim ___ | Vlaanderen-T-Interim ___    | Vlaanderen-T-Interim ___ |
| ------------------------ | --------------------------- | ------------------------ |
| Num                      | Coureur                     | Pos                      |
| 51                       | Steven Caethoven (BEL)      | AB                       |
| 52                       | Geoffrey Demeyere (BEL)     | AB                       |
| 53                       | Jan Kuyckx (BEL)            | 63e                      |
| 54                       | Jehudi Schoonacker (BEL)    | AB                       |
| 55                       | Wim Van Huffel (BEL)        | 70e                      |
| 56                       | Wesley Van Speybroeck (BEL) | AB                       |
| 57                       | Frederik Willems (BEL)      | AB                       |
| 58                       | Bart de Spiegelaere (BEL)   | AB                       |

| CSC | CSC                        | CSC  |
| --- | -------------------------- | ---- |
| Num | Coureur                    | Pos  |
| 61  | Jimmi Madsen (DEN)         | 106e |
| 62  | Frank Høj (DEN)            | 8e   |
| 63  | Kurt Asle Arvesen (NOR)    | 54e  |
| 64  | Lars Michaelsen (DEN)      | 62e  |
| 65  | Michele Bartoli (ITA)      | 57e  |
| 66  | Thomas Bruun Eriksen (DEN) | 122e |
| 67  | Tristan Hoffman (NED)      | 40e  |
| 68  | Maximilian Sciandri (GBR)  | 84e  |

| Euskaltel-Euskadi EUS | Euskaltel-Euskadi EUS | Euskaltel-Euskadi EUS |
| --------------------- | --------------------- | --------------------- |
| Num                   | Coureur               | Pos                   |
| 71                    | Mikel Artetxe (ESP)   | 97e                   |
| 72                    | Koldo Fernández (ESP) | AB                    |
| 73                    | Markel Irizar (ESP)   | AB                    |
| 74                    | Íñigo Landaluze (ESP) | AB                    |
| 75                    | Egoi Martínez (ESP)   | AB                    |
| 76                    | Aketza Peña (ESP)     | AB                    |
| 77                    | Aitor Silloniz (ESP)  | AB                    |
| 78                    | Josu Silloniz (ESP)   | 101e                  |

| Liberty Seguros LSW | Liberty Seguros LSW            | Liberty Seguros LSW |
| ------------------- | ------------------------------ | ------------------- |
| Num                 | Coureur                        | Pos                 |
| 81                  | René Andrle (CZE)              | AB                  |
| 82                  | Dariusz Baranowski (POL)       | AB                  |
| 83                  | Carlos Barredo (ESP)           | AB                  |
| 84                  | Allan Davis (AUS)              | AB                  |
| 85                  | Rafael Díaz Justo (ESP)        | AB                  |
| 86                  | Javier Ramírez Abeja (ESP)     | AB                  |
| 87                  | Luis León Sánchez (ESP)        | AB                  |
| 88                  | Jesús Hernández Blázquez (ESP) | AB                  |

| Relax-Bodysol ___ | Relax-Bodysol ___         | Relax-Bodysol ___ |
| ----------------- | ------------------------- | ----------------- |
| Num               | Coureur                   | Pos               |
| 91                | Bart Dockx (BEL)          | AB                |
| 92                | Xavier Florencio (ESP)    | 18e               |
| 93                | Nico Mattan (BEL)         | 39e               |
| 94                | Bert Roesems (BEL)        | 68e               |
| 95                | Wim De Vocht (BEL)        | 92e               |
| 96                | James Vanlandschoot (BEL) | AB                |
| 97                | Johan Vansummeren (BEL)   | 120e              |
| 98                | Preben Van Hecke (BEL)    | AB                |

| AG2R Prévoyance A2R | AG2R Prévoyance A2R      | AG2R Prévoyance A2R |
| ------------------- | ------------------------ | ------------------- |
| Num                 | Coureur                  | Pos                 |
| 101                 | Laurent Brochard (FRA)   | 13e                 |
| 102                 | Jaan Kirsipuu (EST)      | 22e                 |
| 103                 | Andy Flickinger (FRA)    | 96e                 |
| 104                 | Stéphane Bergès (FRA)    | AB                  |
| 105                 | Yuriy Krivtsov (UKR)     | 109e                |
| 106                 | Jean-Patrick Nazon (FRA) | AB                  |
| 107                 | Erki Pütsep (EST)        | 124e                |
| 108                 | Mark Scanlon (IRL)       | AB                  |

| Cofidis-Le Crédit par Téléphone COF | Cofidis-Le Crédit par Téléphone COF | Cofidis-Le Crédit par Téléphone COF |
| ----------------------------------- | ----------------------------------- | ----------------------------------- |
| Num                                 | Coureur                             | Pos                                 |
| 111                                 | Igor Astarloa (ESP)                 | 35e                                 |
| 112                                 | Jimmy Casper (FRA)                  | AB                                  |
| 113                                 | Jimmy Engoulvent (FRA)              | 95e                                 |
| 114                                 | Peter Farazijn (BEL)                | AB                                  |
| 115                                 | Stuart O'Grady (AUS)                | 123e                                |
| 116                                 | Staf Scheirlinckx (BEL)             | 34e                                 |
| 118                                 | Matthew White (AUS)                 | AB                                  |

| Fdjeux.com FDJ | Fdjeux.com FDJ          | Fdjeux.com FDJ |
| -------------- | ----------------------- | -------------- |
| Num            | Coureur                 | Pos            |
| 121            | Baden Cooke (AUS)       | AB             |
| 122            | Bradley McGee (AUS)     | AB             |
| 123            | Bernhard Eisel (AUT)    | 103e           |
| 124            | Frédéric Guesdon (FRA)  | 69e            |
| 125            | Christophe Mengin (FRA) | 75e            |
| 126            | Francis Mourey (FRA)    | AB             |
| 127            | Fabien Sanchez (FRA)    | AB             |
| 128            | Matthew Wilson (AUS)    | AB             |

| Gerolsteiner GST | Gerolsteiner GST       | Gerolsteiner GST |
| ---------------- | ---------------------- | ---------------- |
| Num              | Coureur                | Pos              |
| 131              | Robert Förster (GER)   | AB               |
| 132              | Danilo Hondo (GER)     | 24e              |
| 133              | Sebastian Lang (GER)   | AB               |
| 134              | Olaf Pollack (GER)     | AB               |
| 135              | Michael Rich (GER)     | AB               |
| 136              | Marco Serpellini (ITA) | 125e             |
| 137              | Peter Wrolich (AUT)    | 102e             |
| 138              | Markus Zberg (SUI)     | AB               |

| T-Mobile TMO | T-Mobile TMO           | T-Mobile TMO |
| ------------ | ---------------------- | ------------ |
| Num          | Coureur                | Pos          |
| 141          | Mario Aerts (BEL)      | 72e          |
| 142          | Rolf Aldag (GER)       | 7e           |
| 143          | Sergueï Ivanov (RUS)   | 17e          |
| 144          | Andreas Klier (GER)    | 6e           |
| 145          | Stephan Schreck (GER)  | 43e          |
| 146          | Daniele Nardello (ITA) | 47e          |
| 147          | Jan Schaffrath (GER)   | 45e          |
| 148          | Steffen Wesemann (GER) | 1er          |

| Alessio-Bianchi ALB | Alessio-Bianchi ALB     | Alessio-Bianchi ALB |
| ------------------- | ----------------------- | ------------------- |
| Num                 | Coureur                 | Pos                 |
| 151                 | Magnus Bäckstedt (SWE)  | 66e                 |
| 152                 | Fabio Baldato (ITA)     | 60e                 |
| 153                 | Marcus Ljungqvist (SWE) | AB                  |
| 154                 | Cristian Moreni (ITA)   | 32e                 |
| 155                 | Martin Hvastija (SLO)   | 113e                |
| 157                 | Scott Sunderland (AUS)  | 76e                 |

| Fassa Bortolo FAS | Fassa Bortolo FAS         | Fassa Bortolo FAS |
| ----------------- | ------------------------- | ----------------- |
| Num               | Coureur                   | Pos               |
| 161               | Fabian Cancellara (SUI)   | 41e               |
| 162               | Juan Antonio Flecha (ESP) | 12e               |
| 163               | Kim Kirchen (LUX)         | 87e               |
| 164               | Alberto Ongarato (ITA)    | 93e               |
| 165               | Roberto Petito (ITA)      | 19e               |
| 166               | Filippo Pozzato (ITA)     | 108e              |
| 167               | Fabio Sacchi (ITA)        | 55e               |
| 168               | Frank Vandenbroucke (BEL) | 44e               |

| Lampre LAM | Lampre LAM                  | Lampre LAM |
| ---------- | --------------------------- | ---------- |
| Num        | Coureur                     | Pos        |
| 171        | Gianluca Bortolami (ITA)    | 64e        |
| 172        | Paolo Bossoni (ITA)         | 114e       |
| 173        | Matteo Carrara (ITA)        | AB         |
| 174        | Alessandro Cortinovis (ITA) | 115e       |
| 175        | Luciano Pagliarini (BRA)    | AB         |
| 176        | Alessandro Ballan (ITA)     | 82e        |
| 177        | Romāns Vainšteins (LAT)     | 31e        |
| 178        | Andrej Hauptman (SLO)       | AB         |

| Saeco SAE | Saeco SAE                | Saeco SAE |
| --------- | ------------------------ | --------- |
| Num       | Coureur                  | Pos       |
| 181       | Gabriele Balducci (ITA)  | 112e      |
| 182       | Giosuè Bonomi (ITA)      | AB        |
| 183       | Mirko Celestino (ITA)    | 28e       |
| 184       | Stefano Casagranda (ITA) | 111e      |
| 185       | Salvatore Commesso (ITA) | 53e       |
| 186       | Paolo Fornaciari (ITA)   | 77e       |
| 187       | Jörg Ludewig (GER)       | 14e       |
| 188       | Dario Pieri (ITA)        | AB        |

| Domina Vacanze DVE | Domina Vacanze DVE        | Domina Vacanze DVE |
| ------------------ | ------------------------- | ------------------ |
| Num                | Coureur                   | Pos                |
| 191                | Alexandr Kolobnev (RUS)   | 94e                |
| 192                | Massimiliano Mori (ITA)   | 61e                |
| 193                | David Clinger (USA)       | 105e               |
| 194                | Gabriele Colombo (ITA)    | AB                 |
| 195                | Andris Naudužs (LAT)      | 107e               |
| 196                | Gian Matteo Fagnini (ITA) | AB                 |
| 197                | Aleksandr Bajenov (RUS)   | 73e                |
| 198                | Massimo Giunti (ITA)      | AB                 |

| Rabobank RAB | Rabobank RAB             | Rabobank RAB |
| ------------ | ------------------------ | ------------ |
| Num          | Coureur                  | Pos          |
| 201          | Óscar Freire (ESP)       | 23e          |
| 202          | Michael Boogerd (NED)    | 20e          |
| 203          | Erik Dekker (NED)        | 5e           |
| 204          | Steven de Jongh (NED)    | 46e          |
| 205          | Maarten den Bakker (NED) | 65e          |
| 206          | Karsten Kroon (NED)      | 89e          |
| 207          | Roy Sentjens (NED)       | 100e         |
| 208          | Marc Wauters (BEL)       | 50e          |

| Phonak Hearing Systems PHO | Phonak Hearing Systems PHO | Phonak Hearing Systems PHO |
| -------------------------- | -------------------------- | -------------------------- |
| Num                        | Coureur                    | Pos                        |
| 211                        | Michael Albasini (SUI)     | AB                         |
| 212                        | Oscar Camenzind (SUI)      | 83e                        |
| 213                        | Martin Elmiger (SUI)       | 29e                        |
| 214                        | Bert Grabsch (GER)         | 37e                        |
| 215                        | Uroš Murn (SLO)            | 59e                        |
| 216                        | Grégory Rast (SUI)         | 85e                        |
| 217                        | Nicolas Jalabert (FRA)     | 33e                        |
| 218                        | Aliaksandr Usau (BLR)      | AB                         |

| US Postal Service-Berry Floor USP | US Postal Service-Berry Floor USP | US Postal Service-Berry Floor USP |
| --------------------------------- | --------------------------------- | --------------------------------- |
| Num                               | Coureur                           | Pos                               |
| 221                               | Antonio Cruz (USA)                | 118e                              |
| 222                               | Stijn Devolder (BEL)              | 21e                               |
| 223                               | Viatcheslav Ekimov (RUS)          | AB                                |
| 224                               | Ryder Hesjedal (CAN)              | AB                                |
| 225                               | George Hincapie (USA)             | 10e                               |
| 226                               | Benoît Joachim (LUX)              | 58e                               |
| 227                               | Pavel Padrnos (CZE)               | AB                                |
| 228                               | Max van Heeswijk (NED)            | 80e                               |

| Illes Balears-Banesto IBB | Illes Balears-Banesto IBB | Illes Balears-Banesto IBB |
| ------------------------- | ------------------------- | ------------------------- |
| Num                       | Coureur                   | Pos                       |
| 231                       | Daniel Becke (GER)        | AB                        |
| 232                       | Antonio Colom (ESP)       | AB                        |
| 233                       | Isaac Gálvez (ESP)        | AB                        |
| 235                       | Pablo Lastras (ESP)       | 121e                      |
| 236                       | José Antonio Lopez (ESP)  | AB                        |
| 237                       | Steffen Radochla (GER)    | AB                        |

| Crédit Agricole C.A | Crédit Agricole C.A     | Crédit Agricole C.A |
| ------------------- | ----------------------- | ------------------- |
| Num                 | Coureur                 | Pos                 |
| 241                 | Stéphane Augé (FRA)     | AB                  |
| 242                 | Julian Dean (NZL)       | AB                  |
| 243                 | Sébastien Hinault (FRA) | 116e                |
| 244                 | Thor Hushovd (NOR)      | 38e                 |
| 245                 | Lilian Jégou (FRA)      | AB                  |
| 246                 | Mads Kaggestad (NOR)    | AB                  |
| 247                 | Cédric Hervé (FRA)      | 104e                |
| 248                 | Bradley Wiggins (GBR)   | AB                  |